# Дельта Нила
Дельта Нила (араб. دلتا النيل‎) — одна из самых больших речных дельт в мире, протянувшаяся по побережью Средиземного моря на 240 км от Александрии на западе до Порт-Саида на востоке. Она образовалась на месте морской бухты, постепенно заполнившейся речными наносами, и имеет форму цветка лотоса. По площади дельта Нила составляет 24 тыс. км².
Известная своим плодородием дельта с древнейших времён имела неоценимое значение для экономического благополучия Египта. Помимо Каира и Александрии, в дельте были расположены древние города Аварис, Танис, Саис, Себеннит, Мендес, Пелузий, Бубастис и Каноб, несколько позднее — Навкратида, Леонтополь, Дамьетта и Розетта.

## География
Чуть ниже Каира, в 160 км южнее своего впадения в море, река Нил распадается на рукава, из которых важнейшие следующие — Пелузский, Танитский, Мендезский; Букольский или Фатнический, Себенитский, Болбитинский и Канопский. «Дельтой» устье Нила назвали греческие географы, которые сравнивали его треугольную форму с буквой Δ греческого алфавита, дав таким образом название всем речным дельтам земного шара.
Около половины из 100-миллионного населения Египта проживает в районе дельты Нила. Не учитывая крупнейшие города, плотность населения в дельте Нила превосходит 1000 человек на км². Александрия является крупнейшим городом в дельте с оценочным населением более 5 миллионов человек. Другие крупные города в дельте: Шубра-эль-Хейма, Порт-Саид, Эль-Махалла-эль-Кубра, Эль-Мансура, Танта и Заказик.

## Флора и фауна
Осенью дельта краснеет из-за Лотоса орехоносного. Кроме того, здесь в изобилии растут Египетский лотос и Папирус. Однако количество этих растений уменьшается с каждым годом.
Несколько сотен тысяч птиц зимуют в дельте, включая такие виды, как Малая чайка и Белощёкая болотная крачка.

## История
Дельта была заселена несколько десятков тысяч лет назад и культивируется уже по крайней мере пять тысяч лет. Поскольку она составляла бо́льшую часть Нижнего Египта, в дельте достаточно много примечательных археологических объектов и древних городов.
В 1799 году на дельте был найден Розеттский камень, один из самых известных древнеегипетских артефактов. В древнем городе Гераклион в июле 2019 года был найден греческий храм, корабли с сокровищами, гранитные колонны, а также бронзовые монеты времён Птолемея II Филадельфа. Находки были исследованы египетскими и европейскими дайверами, а также французским археологом Франком Годдьо.